# フィアット・X1/9

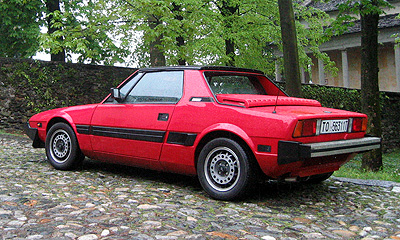
Fiat X1/9

X1/9（エックス・ワン・ナイン、伊︰icsunonove、イクスノ ノーヴェ）は、フィアットが生産したフィアット128ベースのスポーツ・スパイダー。1972年11月26日にイタリア・シチリア島のタルガ・フローリオコース上にて発表。1982年3月からベルトーネに販売権を移行し、1989年まで生産された。量産ミッドシップスポーツカーのパイオニア的存在である。

## 概要

### 成り立ち

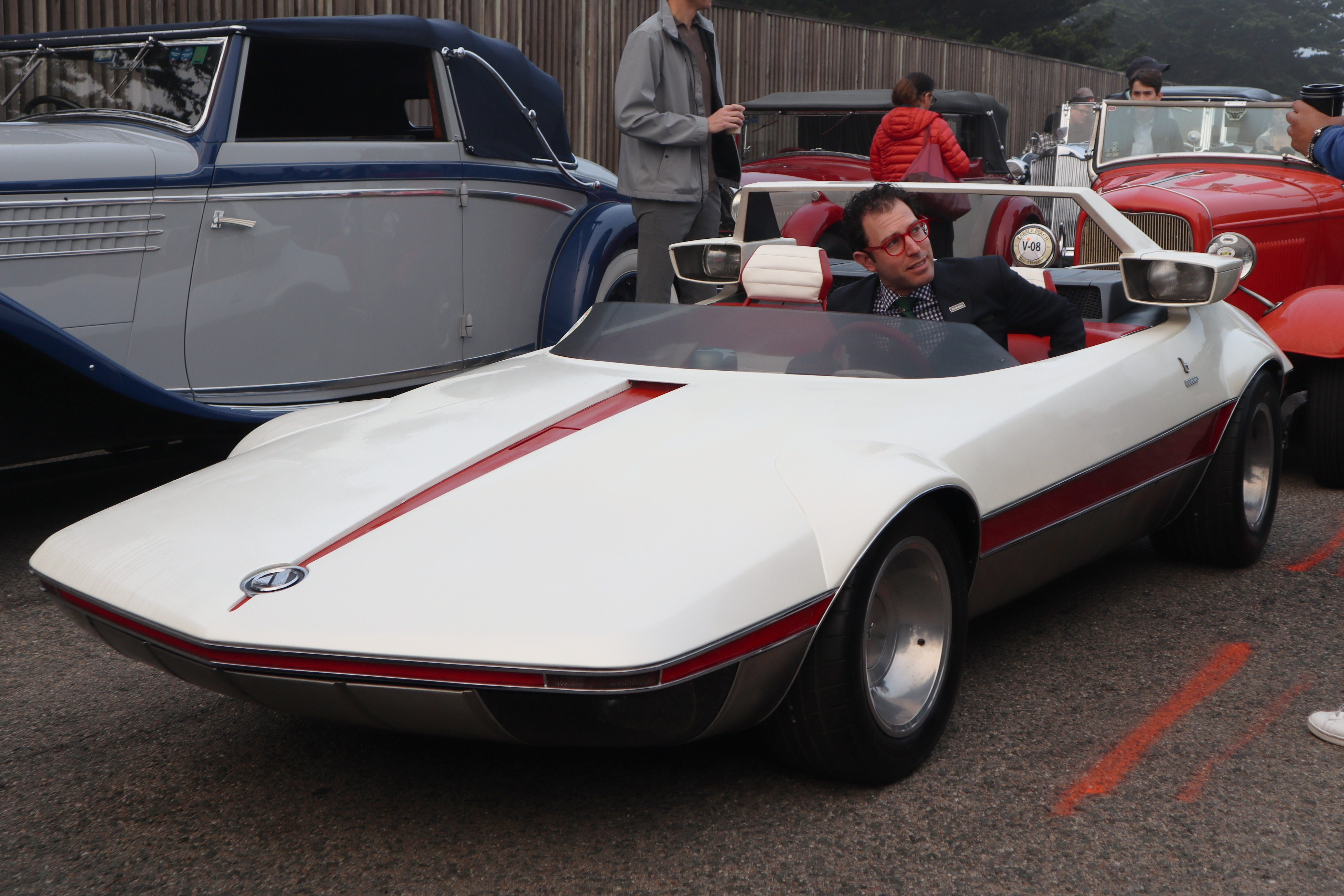
マルチェロ・ガンディーニがデザインしたショーモデル、アウトビアンキ・ラナバウト・バルケッタ

850スパイダーの後継車種として、ベルトーネが提案したアウトビアンキ・ランナバウト（1969年）を原型としている。
フィアットでは、X1/1として開発を進めていた同社初のFF車である128（1969年発表）のパワートレインをベースとし、850スパイダーの後継車として北米マーケットをターゲットとしたスポーツ・スパイダーをベルトーネに提案させる。フィアットはFF車とFR車の2案を出すように依頼したが、ベルトーネはFF車とFR車に加えて、3番目にミッドシップ（MR）車を提案した。ヌッチオ・ベルトーネには「スモール・ミウラを作りたい」という野望があったことからミッドシップ案を推したが、フィアットの首脳陣は量産性に優れるFF車を採用する方針でいた。しかし、モータースポーツ好きでもあった当時のフィアット社長であるジャンニ・アニェッリにより、最終的にはミッドシップ案が採用された。
このプロジェクトはX1計画の9番目であることからX1/9と命名され、ベルトーネ主導で開発が進められた。ランチア・ストラトスと同様に、ボディスタイルのみならずホイールベースから全体のディメンジョンに至るまで、当時のベルトーネのチーフデザイナーであったマルチェロ・ガンディーニが手がけた。シャーシ構造などはフィアット技術部のプレオ技師が担当し、走行テストなど、サスペンション開発、パワートレイン系のコンサルタントとしてジャンパオロ・ダラーラが参加した。北米向けの厳しい保安基準に適合させるため、それまでフィアットのスパイダーモデルにおいて伝統的に採用されてきた軽快なソフトトップは不採用となったが、代わりにトップを取り外してフロントトランクへ収納できる構造（タルガトップ）が採用された。
エンジンは128クーペおよび128ラリーとほぼ同型で、1969年に128のためにアウレリオ・ランプレディが設計した1,116ccを基本としたボア86.0×ストローク55.5mmという超ショートストローク型でレーシーなSOHCヘッドの1,290ccエンジンとされるが、アバルト・OT1300のエンジンの基本設計をベースにフィアットがチェーン駆動をベルト方式に変更し、SOHCヘッドを新設計した1,290ccエンジンがX1/9に採用されたとする説もある（ただし、この件を事実としてとらえているのはアメリカのアバルト・コレクター兼パーツ販売を行っていたアルフレッド・S・コセンティーノの文献のみである）。
| 開発コード | 生産車                         |
| ---------- | ------------------------------ |
| X1/1       | フィアット・128                |
| X1/2       | アウトビアンキ・A112           |
| X1/3       | フィアット・130                |
| X1/4       | フィアット・127                |
| X1/8       | X1/20として再計画              |
| X1/9       | フィアット・X1/9               |
| X1/20      | ランチア・ベータ・モンテカルロ |
| X1/38      | フィアット・リトモ             |

### 型式名
128ASという型式名の「S」はスパイダー（オープンカー）を意味する。1978年に5速MTが追加され、1,498ccへ排気量アップしてからは128AS1となった。

## 歴史
X1/9はフィアットとベルトーネに大別されるが、当時の排出ガス規制等により各国向けに様々な細かい仕様の違いが存在する。また、競技用として開発されたモデルもここで紹介する。

### 市販モデル

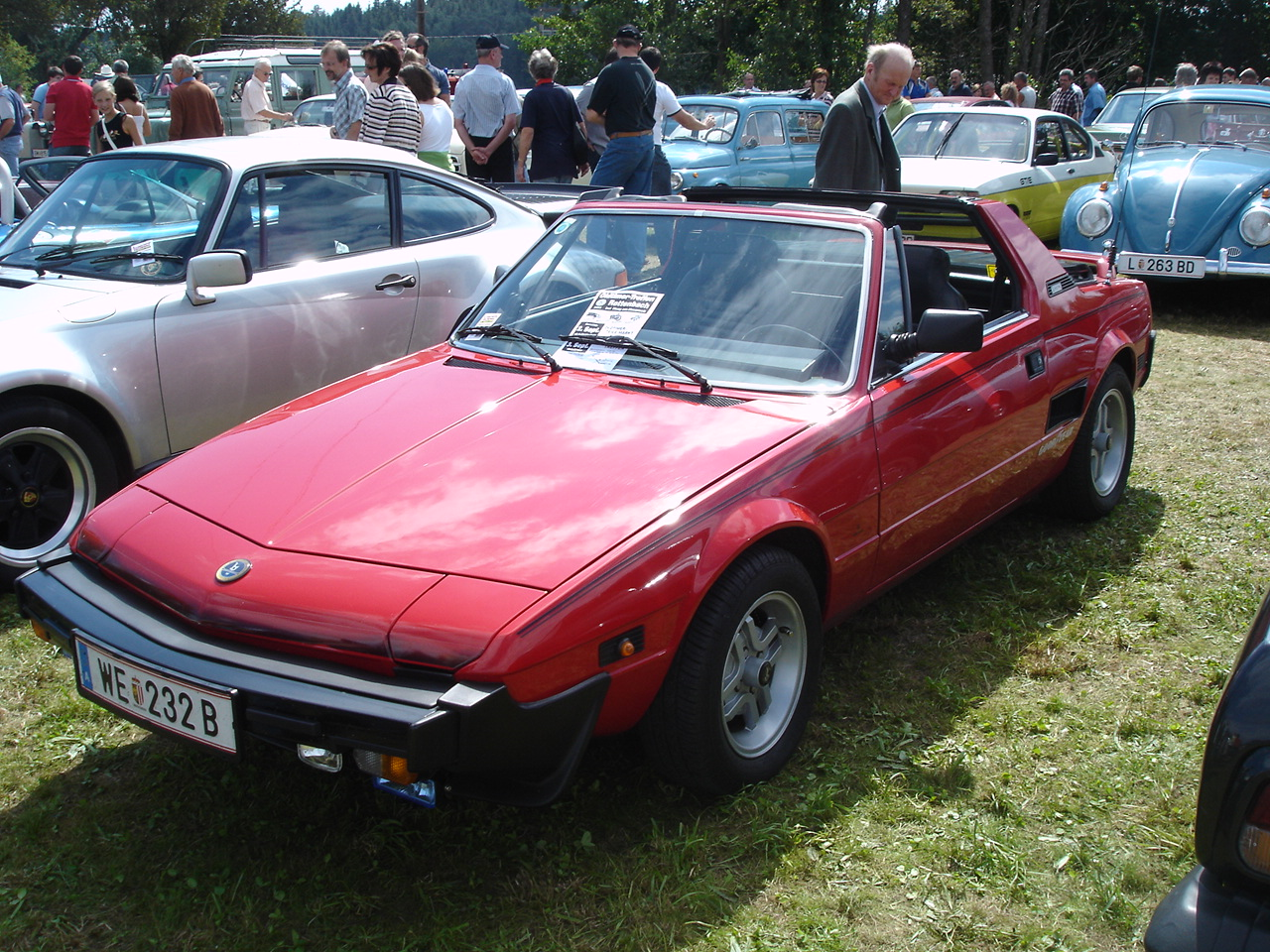
ベルトーネX1/9

1972年12月から1989年3月まで16万台以上が生産された。
1300 (1973-1975)
1972年11月26日発表。1973年のイタリア国内での販売価格は190万リラ（約90万円）。日本では1973年10月に東京モーターショーで発表され、翌1974年6月よりロイヤル・モータースによって輸入が開始された。サスペンションは前後ストラット式コイル+ダンパー、前ラディアスアーム+トイリングアーム、後ロアウィッシュボーン。イタリア本国仕様のスペックは880kg/75馬力、最高速度170km/h、0-400m加速は18.6秒。日本仕様は基本的にアメリカ仕様と同等で、圧縮比を8.9から8.5に落とし、昭和48年排出ガス規制対策がなされ890kg/66馬力、最高速度160km/h、0-400m加速は18.9秒。
1300 (1975-1976)
1974年に施行されたFMVSS（連邦保安基準）に適合する5マイルバンパーを装着し、車重が935kgに増加した。エンジンスペックは変更なし。イタリアではオーバーフェンダーや専用ホイール、ダックテール等を装備したレースモデルCORSAが発表された。
1300 (1976-1978)
ヨーロッパではスペシャル・シリーズ(Serie Speciale)と銘打たれマイナーチェンジ。圧縮比を8.9から9.2に上げ、各国それぞれの排出ガス規制対策がなされた。日本仕様は圧縮比8.5のまま昭和51年排出ガス規制対策がなされ、スペックは935kg/61馬力。東邦モーターズが正規代理店となり、1978年当時の販売価格は222.7万円であった。ボディサイドに黒い升目の入ったストライプはそのまま採用され、ベルトーネのサインプレートが連番入りでボディの左右フェンダー、あるいはどちらか片方に付く。1977年のF1チャンピオンに輝いたニキ・ラウダは連番の0001をフィアットよりプレゼントされた。
1500 (1978-1982)
1978年10月、イギリスのバーミンガム・ショーでデビュー。このモデルより右ハンドル仕様が設定される。イギリスでの発表となったのは「それまで右ハンドル仕様を待ち望んでいた同国のために真っ先にニューモデルを」という意が込められていた。ストローク拡大によって排気量は1,498ccにアップし、5速ギアボックスの追加とあわせて扱いやすさを向上させた。リアトランクのサインプレートは「X1/9 5 Speed」となる。本国モデルのスペックは920kg/85馬力、最高速度180km/h、0-400m加速は17.8秒。東邦モーターズが輸入した日本仕様のスペックは980kg/66馬力、最高速度165km/h、0-400m加速は18.7秒。1979年当時の販売価格は239.7万円であった。
1500FI (1981-1982)
アメリカ向けにボッシュ・Lジェトロニック（電子燃料噴射）を採用した。スペックは940kg/75馬力で、従来のキャブレター仕様と比較して若干ながらパワーが向上した。日本においても東邦モーターズから少量が販売された。
ベルトーネ (1982-1985)

1982年3月のジュネーヴ・モーターショーでデビュー。エンブレムがフィアットからベルトーネのものに変更された。日本では正規代理店がBICS三晴となり、イタリア本国仕様に3元触媒を追加したのみで排出ガス規制をクリアしている。スペックは920kg/85馬力で、9.2の圧縮比と24-68のハイカムを持つ希少なモデルである。ボディはツートーンカラー。内装は本革製でパワーウィンドウが標準装備。1983年当時の販売価格は298.8万円。フィアットとしてはいくらエンジンを生産してそのボディに載せようと赤字を産み出すモデルであったが、ベルトーネにしてみれば中規模であるグルリアスコの自社工場をいっぱいにするX1/9はドル箱的存在であった。ベルトーネがすべてを受け持つのは誰が見ても妥当であったし、ヌッチオもこのことを予め考慮してミッドシップ案を推していた。このような経緯が、車名を128スパイダーとせずプロジェクト名「X1/9」のままで市販された理由でもあった。
ベルトーネ (1986-1989)
サイドプロテクター、リアスポイラー等がつき、エンジンフードもボディと同色カラーとなる。エンジンはボッシュ・Lジェトロニックとの組み合わせで75馬力。車重は1,010kgと最も重くなった。日本での正規代理店はオートリーゼン。

### 競技モデル

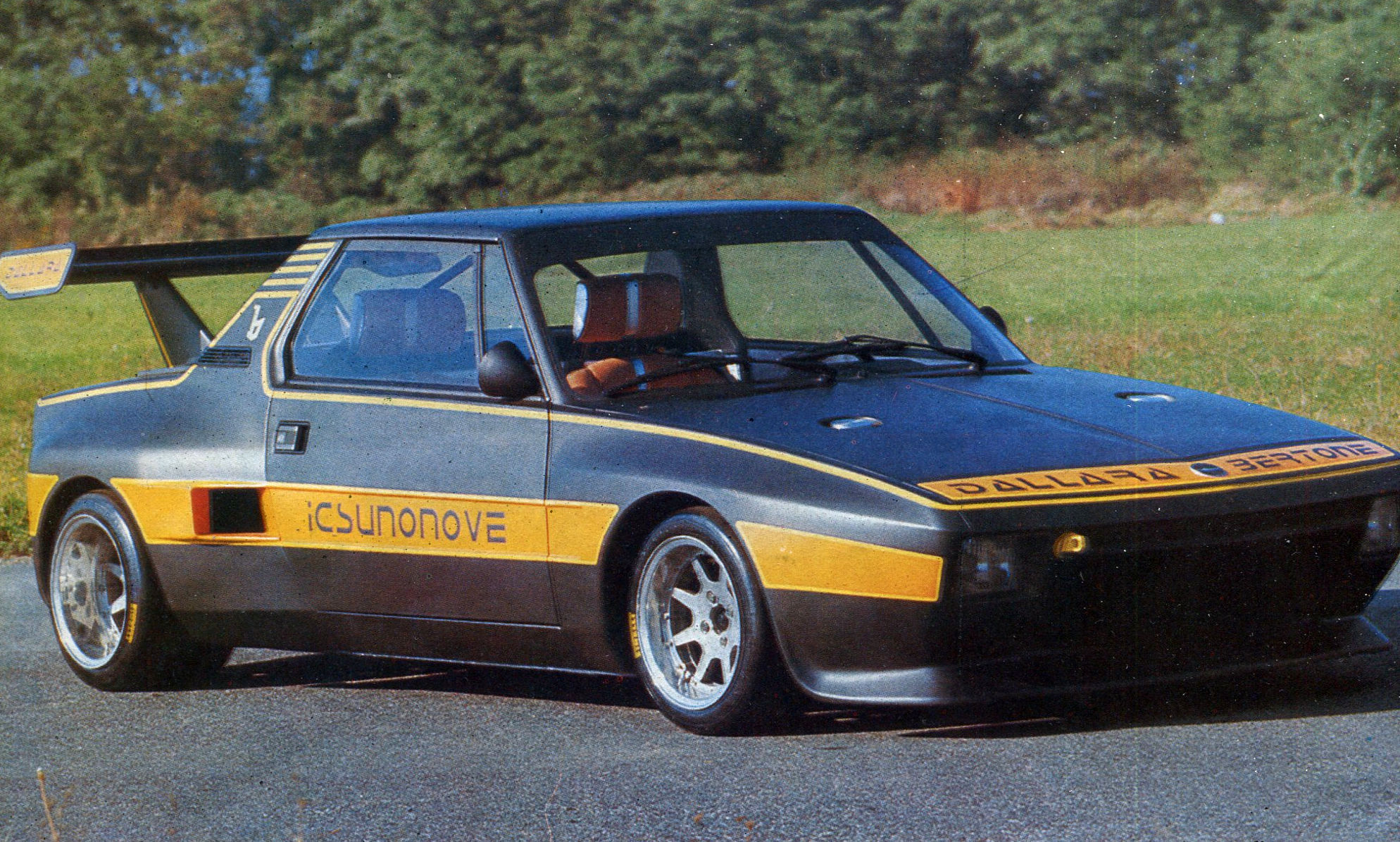
ダラーラX1/9

フィリピネッティX1/9 (1973)
スクーデリア・フィリピネッティ率いるマイク・パークスが手掛けた競技仕様で、X1/9の発表から間もない1973年3月のジュネーブショーで発表された。パークスとジャンパオロ・ダラーラは以前から128用のエンジンおよびトランスミッションの設計で提携しており、このモデルに搭載されたエンジンは1,290ccのままクーゲルフィッシャー製機械式インジェクションと組み合わせられ、インテークポートを再設計した4バルブヘッドで190馬力を発生。市松模様のシリンダーヘッドを持ち、後のダラーラ・X1/9に採用されるエンジンの原型でもある。最高速度は210km/h。ホイールはカンパニョーロ製5本スポークで、前輪7.5J後輪9.5Jという極太タイヤを履く。
フィアット・アバルトX1/9プロトティーポ (1973-1975)
世界ラリー選手権（WRC）参戦を目的としたラリーカー。1971年10月にフィアットがアバルトを買収した後、フィアットの開発ドライバー兼技術者であったジョルジョ・ピアンタの発案で開発がスタートした。1974年3月のシチリア島ラリーがデビュー戦で、ピアンタ自らがドライバーとなってテストされたがリタイアが多かった。その後、改良モデルによっていくつかのイタリア国内ラリーで完走を果たし、1975年のフランス国内でのラリーはベルナール・ダルニッシュがドライバーを務め、そのほとんどで優勝している。しかし、その年の公式レースを最後にプロジェクトは中止された。理由は資金不足に加え、X1/9より131のほうが売れると見込んだフィアットの販売政策、またランチアを傘下に収めた同社にとっては、ストラトスと並んで同様のミッドシップ車が2車種も参戦することは意味がないと考えたゆえの判断であった。1976年、アバルト・X1/9のプロジェクトはランチアへと引き渡され、培われたノウハウはストラトスへと引き継がれた。1台の試作車と3台のラリーバージョン、1台の市販バージョン（同モデルを500台以上生産してホモロゲーションを取得するため。規定数はのちに400台に緩和）、そしてもう1台がラリー用のスペアとして用意されていた。ラリーバージョンのエンジンはすでにフィアット・アバルト124ラリーで実戦投入されていたものを採用。当初は圧縮比11.4で、2バルブヘッドにウェーバー44IDFキャブレターを搭載したボア84.0×ストローク79.2mmの1,756ccで180馬力を発生するユニットであったが、後に48IDFのボア86.0×ストローク79.2mmの1,840ccで210馬力を発生するユニットに変更された。また、クーゲルフィッシャー・インジェクションもテストされた。124ラリーに比べ小さなX1/9プロトティーポは明らかに戦闘力が高かった。生産数は5台に加え、1台の市販モデルが存在する。
ダラーラX1/9 (1975-1976)
FIAグループ5（シルエットフォーミュラ）を視野に入れて開発されたレーシングカー。1975年10月パリ・オートサロンにて発表された。出展時の車名はDallara Bertone Icsunonove。icsunonoveはイタリア語でX(ics)1(uno)9(nove)の意。巨大なウィングとオーバーフェンダーを備えたベルトーネ製のボディはマルチェロ・ガンディーニによるもの。ジャン・パオロ・ダラーラはそこに独自設計によるエンジンとトランスミッションを載せ、FRP製ボディパーツと耐火素材であるFPTを室内に利用するなどして徹底的な軽量化を施し、サスペンションにも改良を施した。1,289ccの128ASブロックをベースに4バルブDOHCヘッドを載せ、クーゲルフィッシャー機械式インジェクションとの組み合わせで192PS/9,700rpmを発生する。オイル循環は専用オイルパンとオイルポンプによるドライサンプ式。シーケンシャル式オリジナルトランスミッションにはLSDが追加され、サスペンションのアーム類は全てパイプシャフトによる独自の設計がされていた。車重は650kg。ホイールは前輪8J、後輪11J。生産数は約10台。
ダラーラX1/9 1.6(1976-1978)
ボアはそのままにストロークアップを施し、86.0×68.0mmで1,580ccに排気量アップした改良型。最高出力は210馬力となる。外見上の見分けはフェンダーのホイールアーチより後に冷却用の排出ダクトがあること。最終型ではリアウィングがボディと一体化され、よりワイドになったモデルも存在する。最高速度230km/h。生産数は約20台。

## 競技車両としての資質
世間一般には大衆車、リーズナブルなミッドシップマシンとして知られているX1/9だが、フィアット・アバルトX1/9プロトティーポの開発リーダーであり、これをベースにWRCへ挑んだジョルジョ・ピアンタは「フィアットは速すぎるので作るのを止めてしまった」と語っている。
特筆すべきはそのサスペンションである。「これきしのパワーの車に、なぜこのようなすばらしい“足”が必要なのかと疑いたくなる」と言われるように、平凡なストラット式ではあるもののリアのVの字に開いたロアウィッシュボーンアームは極めて強靱であった。後の競技モデルでもサスやアームを軽量化することはあっても構造の変更には至らず、アンチロールバーの追加程度に留まっている。
プロジェクトを取り巻く人物が、かつてランボルギーニ・ミウラやランチア・ストラトスの開発に携わったメンバーであることが、X1/9をここまでレーシーに生んでしまった原因であると考えられている。当時のフィアットはX1/9が大衆車128ファミリーの仲間であることを強調し、競技車両としての資質はなるべく隠された。ガンディーニによる優れたパッケージングは、単なるミッドシップ2シーターとしては異例に荷物が積める実用的スポーツカーとなり、850スパイダーに負けず大ヒットした。
ダラーラモデルは1,400万リラ（当時の日本円で600万円相当）で各国のレーシングドライバーに好評を博し、イタリア国内のヒルクライムではすべてにおいてクラス優勝。BMW、ポルシェなどと混走するグループ5でも健闘し好戦績を残した。
WRCへ向けたアバルトX1/9プロトティーポのプロジェクトは、1973年から1974年にかけて巻き起こったオイルショックの余波による過度の不景気およびフィアットの販売政策のために中止されたが、20秒以内で200 km/hに達する加速性能は131ラリーよりも高いものだった。のちにシャルドネカラーのストラトスを駆ってツール・ド・コルスを6勝するベルナール・ダルニッシュは、イタリアおよびフランスの国内ラリーにおいてX1/9プロトティーポで何度も優勝を収めている。また、1970年代のイタリア人ラリーストであるダリオ・チュラートも「ストラトスと比べてX1/9プロト ティーポのほうが扱いやすく、正確にコーナリングできる」とのコメントを残している。
オリジナルではEC仕様で75 PSという非力なエンジンだが、ダラーラの協力のもとフィアット・128でレース活動を行っていたスクーデリア・フィリピネッティのマイク・パークスは機械式インジェクションとDOHCヘッドを搭載し、190 PSというオリジナルの2倍以上にまでチューンアップしている。この仕様は1973年という早期にグループ4にエントリーという形で世に出たが、それまでのフィアットとの友好な関係によりまっさらなボディを入手できたためである。また、オーストラリアのプライベートチューナーは1300ユニットにウェーバーDCOEツインキャブレターという組み合わせで、225 km/hという速度記録を打ち立てた。

## その他

### 評価
ガンディーニはX1/9について「今でもそのコンセプトを気に入っているし、スタイリングにも満足している」と語り、ダラーラは「最も好きなクルマは」との問いに「ミウラ、X1/9、最初のF3モノコック」と答えた上で、「X1/9プロジェクトに参加し、1 Lから1.6 Lエンジンでテストした」とも語った。
しかし、日本市場では絶対的なパワー不足や、国内の高温多湿下では不十分だったボディの防錆処理、夏季の渋滞におけるオーバーヒート、加えて1983年にアメリカの倉庫で水害に遭った車両が大量に日本へ流れたことなどから、消費者の評判を悪くした。

### 設計流出
開発当時、カロッツェリア・ギア（トム・ジャーダ）デザインのデ・トマソ1600GT（1971年トリノショー）とX1/9が酷似していることから広まってしまった「フィアットがこのデザインを買ってベルトーネにリデザインさせた」という噂があったが、当時のデ・トマソ関係者からの証言によれば、デ・トマソにX1/9の設計図が漏洩し、1600GTはそれをもとにアレッサンドロ・デ・トマソがトム・ジャーダにリデザインさせたものとされている。さらに後年、野口祐子氏によるトム・ジャーダ氏へのインタビューで、この件はX1/9のプロトタイプを目前に見せられ、記憶を持ち帰ってデザインしたものであることがわかった。